# WWE Cruiserweight Championship
Het WWE Cruiserweight Championship was een professioneel worstelkampioenschap voor cruiserweights, worstelaars onder de 100 kg (220 lb). Het stond voorheen bekend als het WCW Cruiserweight Championship maar werd een World Wrestling Entertainment titel die exclusief verdedigd werd op SmackDown!. De laatste kampioen was Gregory Helms. Een tijd nadat Helms een nekblessure had opgelopen en zijn titel niet meer verdedigde, maakte de WWE bekend dat de titel werd opgeheven. Later in 2016 kwam het terug in de WWE en werd verdedigt op Raw door de zogenaamde Cruiserweights.

## Geschiedenis
Voor zijn gebruik in de WWE, was het Cruiserweight Championship een belangrijke factor in World Championship Wrestling (WCW). Gecreëerd om het WCW Light Heavyweight Championship te vervangen, was het WCW Cruiserweight Championship het hoogtepunt van veel WCW shows, waarbij het vaak diende als een snelle opening voor WCW Monday Nitro en pay-per-view evenementen om het publiek op te warmen.
Het WCW Light Heavyweight Championship is erkend door de WWE in de teruglijning van het Cruiserweight Championship. Met zijn begin in 1991, was de eerste kampioen Brian Pillman. De titel was door een blessure van de kampioen beschikbaar gesteld en opgeheven in 1992.
De eerste WCW World Cruiserweight kampioen was Shinjiro Ohtani die in 1996 Chris Benoit versloeg in de finale van een niet-uitgezonden (en grotendeels fictioneel) toernooi. De match vond plaats in Japan tijdens een New Japan Pro Wrestling show. De kwaliteit van de matches en deelnemers voor de titel maakte het een prestigieuze titel om te houden.
Veel huidige en recente WWE worstelaars hebben de titel in WCW gehouden, waaronder Chris Jericho, Rey Mysterio en Eddie Guerrero. Tijdens de slechte periode van WCW verloor de titel veel van zijn imago door slechte booking en titel periodes van Madusa en niet-worstelaar Oklahoma.
Toen de Canadese worstelaar Lance Storm het Cruiserweight Championship hield, hernoemde hij het tot het 100 Kilograms and Under Championship, die hij later aan Elix Skipper gaf.
Shane Helms was de laatste cruiserweight kampioen voor het bedrijf werd gekocht door de World Wrestling Federation (WWF) in maart 2001.
De WWF gebruikte een soortgelijke titel, het WWF Light Heavyweight Championship wat startte in 1997. In 2001 tijdens de Invasion angle hiel X-Pac beide titels tegelijkertijd. Terwijl hij beide titel hield verloor en herwon X-Pac het Light Heavyweight Championship in matches tegen Tajiri. Nadat hij het Cruiserweight Championship verloor aan Billy Kidman, was hij geblesseerd en televisie gehaald. Tijdens zijn afwezigheid kwam het WCW Cruiserweight Championship bekend als het WWF Cruiserweight Championship (en later het WWE Cruiserweight Championship). X-Pac keerde terug naar televisie zonder het Light Heavyweight Championship, en het wordt aangenomen dat het opgeheven is of opgenomen is in het Cruiserweight Championship. Het Cruiserweight Championship was de enige titel die erkend was als een WWE Championship terwijl het een logo van een andere promotie (WCW) zichtbaar op de riem had. De riem werd later vervangen door een nieuw ontwerp in het midden van 2002. In 2016 kwamen de zogenaamde Cruiserweights naar Raw samen met de hernieuwde WWE Cruiserweight Championship. De eerste Champion ervan is TJ Perkins die het won in een CWC toernooi. Hij moest de titel later afstaan aan The Brian Kendrick op Hell in a Cell. Die weer op zijn beurt aan The Outlandish Rich Swann op 205 Live. Op de Royal Rumble pay-per-view in 2017 verloor Rich Swann de titel aan Neville.

## Statistieken
| Record            | Recordhouder  | Recordgegevens | Opmerkingen |
| ----------------- | ------------- | -------------- | --- |
| Meeste titels     | Rey Mysterio  | 8              | Mysterio hield de WCW versie 5 maal en de WWE versie 3 maal. |
| Langste periode   | Gregory Helms | 385 dagen      | |
| Kortste periode   | Psychosis     | <1 uur         | Psychosis won en verloor de titel tijdens het eerste uur van WCW Monday Nitro op 4 oktober 1999 in Kansas City, Missouri. Psychosis scheen de titel van Lenny Lane te hebben gewonnen tijdens een house show eerder die week, maar in werkelijkheid werd Lane's flamboyante homo karakter te controversieel gevonden en van de televisie geschrapt. Psychosis kreeg de titel net lang genoeg om hem te verlizen aan Disco Inferno. |
| Oudste kampioen   | Chavo Classic | 55 jaar        | |
| Jongste kampioen  | Hornswoggle   | 21 jaar        | |
| Zwaarste kampioen | Oklahoma      | 120 kg         | |
| Lichtste kampioen | Hornswoggle   | 54 kg          | |

## Trivia
- De enige worstelaars die het Cruiserweight Championship zowel in de versies van WCW en de WWE hebben gehouden zijn Tajiri, Billy Kidman, Gregory Helms, Rey Mysterio, Juventud en Chavo Guerrero. Van de worstelaars op die lijst, heeft alleen Tajiri de titel nooit gehouden in WCW omdat zijn enige WCW Cruiserweight Titel plaatsvond tijdens de Invasion angle.
- Chris Jericho, Rey Mysterio en Eddie Guerrero zijn de enige voormalige Cruiserweight kampioenen die het world heavyweight kampioenschap in de WWE wonnen. Guerrero won het WWE Championship, Mysterio won het World Heavyweight Championship en het WWE Championship, en Jericho won zowel het WWE Championship als het WCW World Heavyweight Championship.
- Gregory Helms hield elk van zijn drie titel onder een andere persoonlijkheid, eerst als "Sugar" Shane Helms, toen als The Hurricane en uiteindelijk als Gregory Helms.
- Sean Waltman (aka X-Pac of Syxx) is de enige persoon die zowel het Cruiserweight Championship, het TNA X Division Championship en het WWF Light Heavyweight Championship heeft gewonnen. Kid Kash heidl zowel het WWE Cruiserweight Championship en het TNA X Division Championship terwijl Dean Malenko zowel het WCW Cruiserweight Championship als het WWF Light Heavyweight Championship hield.
- Drie vrouwen hielden het Cruiserweight Championship. Madusa en Daffney wonnen de WCW versie van de titel terwijl Jacqueline de WWE versie won.
- Twee Afrikaans-Amerikaanse worstelaars hebben het Cruiserweight goud gehouden. Elix Skipper hield de WCW versie van de titel terwijl Jacqueline de WWE versie hield.

## Laatste kampioen
De laatste Cruiserweight Champion was een lange tijd Hornswoggle, de titel was een lange tijd niet meer actief in WWE maar in 2016 keer de titel terug die werd gewonnen door T.J. Perkins.